# Neuseeländische Cricket-Nationalmannschaft in England in der Saison 2015
Die Tour der neuseeländischen Cricket-Nationalmannschaft nach England in der Saison 2015 fand vom 8. Mai bis zum 23. Juni 2015 statt. Diese internationale Tour fand im Rahmen der Internationale Cricket-Saison 2015 statt. Sie umfasste zwei Test Matches, fünf ODIs und ein Twenty20. England gewann die ODI-Serie 3–2 und das Twenty20, während die Testserie 1–1 ausging. Die ausgetragenen „Tests“ der Touren waren Spiele im Rahmen der ICC Test Championship, die ODI Bestandteil der ICC ODI Championship und die Twenty20-Spiele Teil der ICC T20I Championship.

## Stadien
Die folgenden Stadien wurden für die Tour als Austragungsort vorgesehen und am 12. Mai 2014 festgelegt.
| Stadion                     | Stadt             | Kapazität | Spiele  |
| --------------------------- | ----------------- | --------- | ------- |
| Edgbaston Cricket Ground    | Birmingham        | 24.803    | 1. ODI  |
| Emirates Durham             | Chester-le-Street | 17.000    | 5. ODI  |
| Trent Bridge                | Nottingham        | 15.350    | 4. ODI  |
| Headingley Stadium          | Leeds             | 17.000    | 2. Test |
| The Oval                    | London            | 23.500    | 2. ODI  |
| Lord’s Cricket Ground       | London            | 30.000    | 1. Test |
| Old Trafford Cricket Ground | Manchester        | 19.000    | 1. T20  |
| Rose Bowl                   | Southampton       | 6.500     | 3. ODI  |

## Kaderlisten
Der Kader der neuseeländischen Mannschaft wurde am 4. April 2015. Die englische Test Mannschaft wurde am 14. Mai, das ODI-Team am 2. Juni und die T20 Mannschaft am 18. Juni 2015.
| Test | Test | ODI | ODI | Twenty20 | Twenty20 |
| England | Neuseeland | England | Neuseeland | England | Neuseeland |
| --- | --- | --- | --- | --- | --- |
| - Alastair Cook (K) - Moeen Ali - James Anderson - Gary Ballance - Ian Bell - Stuart Broad - Jos Buttler (wk) - Chris Jordan - Adam Lyth - Liam Plunkett - Joe Root - Ben Stokes - Mark WOod | - Brendon McCullum (K) - Corey Anderson - Trent Boult - Doug Bracewell - Mark Craig - Martin Guptill - Matt Henry - Tom Latham (wk) - Luke Ronchi (wk) - Hamish Rutherford - Tim Southee - Ross Taylor - Neil Wagner - BJ Watling (wk) - Kane Williamson | - Eoin Morgan (K) - Jonny Bairstow (wk) - Sam Billings (wk) - Jos Buttler (wk) - Steven Finn - Alex Hales - Chris Jordan - Craig Overton - Jamie Overton - Liam Plunkett - Adil Rashid - Joe Root - Jason Roy - Ben Stokes - James Taylor - David Willey - Mark Wood | - Brendon McCullum (K) - Corey Anderson - Trent Boult - Grant Elliott - Martin Guptill - Matt Henry - Tom Latham (wk) - Andrew Mathieson - Mitchell McClenaghan - Nathan McCullum - Luke Ronchi (wk) - Mitchell Santner - Tim Southee - Ross Taylor - Ben Wheeler - Kane Williamson | - Eoin Morgan (K) - Sam Billings (wk) - Steven Finn - Alex Hales - Adil Rashid - Joe Root - Jason Roy - Ben Stokes - Reece Topley - James Vince - David Willey - Mark Wood | - Brendon McCullum (K) - Corey Anderson - Grant Elliott - Martin Guptill - Matt Henry - Tom Latham (wk) - Mitchell McClenaghan - Nathan McCullum - Luke Ronchi (wk) - Mitchell Santner - Tim Southee - Ross Taylor - Kane Williamson |

## Tour Matches

### ODI in Irland
| 8. Mai Scorecard | Dublin | Irland 56-4 (18) | – | England |
|                  |        | No Result        |   |         |

### Tour Matches gegen First-Class Teams
| 8. – 11. Mai Scorecard | Taunton | New Zealanders 237 (71.1) & 310 (87.5) | – | Somerset 204 (46.5) & 277 (66.5) |
|                        |         | New Zealanders gewinnen mit 66 Runs    |   |                                  |

| 14. – 17. Mai Scorecard | Worcester | New Zealanders 261-9d (71.4) & 275-9d (72) | – | Worcestershire 291-7d (94) & 230 (47.2) |
|                         |           | New Zealanders gewinnen mit 15 Runs        |   |                                         |

| 6. Juni Scorecard | Leicester | New Zealanders 373-5 (50)            | – | Leicestershire Foxes 175 (42.3) |
|                   |           | New Zealanders gewinnen mit 198 Runs |   |                                 |

## Tests

### Erster Test in London
| 21. – 25. Mai Scorecard | London (Lord’s) | England 389 (100.5) & 478 (129) | – | Neuseeland 523 (131.2) & 220 (67.3) |
|                         |                 | England gewinnt mit 124 Runs    |   |                                     |

### Zweiter Test in Leeds
| 29. Mai – 2. Juni Scorecard | Leeds | Neuseeland 350 (72.1) & 454-8d (91) | – | England 350 (108.2) & 255 (91.5) |
|                             |       | Neuseeland gewinnt mit 199 Runs     |   |                                  |

## One-Day Internationals

### Erstes ODI in Birmingham
| 9. Juni Scorecard | Birmingham | England 408-9 (50)           | – | Neuseeland 198 (31.1) |
|                   |            | England gewinnt mit 210 Runs |   |                       |

### Zweites ODI in London
| 12. Juni Scorecard | London (The Oval) | Neuseeland 398-5 (50)                       | – | England 365-9 (46/46) |
|                    |                   | Neuseeland gewinnt mit 13 Runs (D/L method) |   |                       |

### Drittes ODI in Southampton
| 14. Juni Scorecard | Southampton | England 302 (45.2)               | – | Neuseeland 306-7 (49) |
|                    |             | Neuseeland gewinnt mit 3 Wickets |   |                       |

### Viertes ODI in Nottingham
| 17. Juni Scorecard | Nottingham | Neuseeland 349-7 (50)         | – | England 350-3 (44) |
|                    |            | England gewinnt mit 7 Wickets |   |                    |

### Fünftes ODI in Chester-le-Street
| 20. Juni Scorecard | Chester-le-Street | Neuseeland 283-9 (50)                      | – | England 192-7 (25/26) |
|                    |                   | England gewinnt mit 3 Wickets (D/L method) |   |                       |

## Twenty20 International in Manchester
| 23. Juni Scorecard | Manchester | England 191-7 (20)          | – | Neuseeland 135 (16.2) |
|                    |            | England gewinnt mit 56 Runs |   |                       |

## Statistiken
Die folgenden Cricketstatistiken wurden bei dieser Tour erzielt.
| Tests           | Tests      | Tests   | Tests   | Tests   | Tests   | Tests   | Tests   | Tests   |
| Batting         | Batting    | Batting | Batting | Batting | Batting | Batting | Batting | Batting |
| Spieler         | Mannschaft | Spiele  | Innings | Runs    | Average | HS      | 100s    | 50s     |
| --------------- | ---------- | ------- | ------- | ------- | ------- | ------- | ------- | ------- |
| Alastair Cook   | England    | 2       | 4       | 309     | 77,25   | 162     | 1       | 2       |
| BJ Watling      | Neuseeland | 2       | 4       | 254     | 84,66   | 120     | 1       | 2       |
| Ben Stokes      | England    | 2       | 4       | 228     | 57,00   | 101     | 1       | 1       |
| Joe Root        | England    | 2       | 4       | 183     | 45,75   | 98      | 0       | 2       |
| Kane Williamson | Neuseeland | 2       | 4       | 165     | 41,25   | 132     | 1       | 0       |
| Bowling         |            |         |         |         |         |         |         |         |
| Spieler         | Mannschaft | Spiele  | Overs   | Wickets | Average | BBI     | 5W      | 10W     |
| Trent Boult     | Neuseeland | 2       | 116     | 13      | 24,84   | 5/85    | 1       | 0       |
| Stuart Broad    | England    | 2       | 76      | 13      | 25,38   | 5/109   | 1       | 0       |
| Mark Wood       | England    | 2       | 73      | 9       | 33,22   | 3/93    | 0       | 0       |
| Matt Henry      | Neuseeland | 2       | 86.1    | 8       | 42,50   | 4/93    | 0       | 0       |
| Tim Southee     | Neuseeland | 2       | 106     | 8       | 49,00   | 4/83    | 0       | 0       |

| ODIs             | ODIs       | ODIs    | ODIs    | ODIs    | ODIs    | ODIs    | ODIs    | ODIs    |
| Batting          | Batting    | Batting | Batting | Batting | Batting | Batting | Batting | Batting |
| Spieler          | Mannschaft | Spiele  | Innings | Runs    | Average | HS      | 100s    | 50s     |
| ---------------- | ---------- | ------- | ------- | ------- | ------- | ------- | ------- | ------- |
| Kane Williamson  | Neuseeland | 5       | 5       | 396     | 79,20   | 118     | 1       | 3       |
| Ross Taylor      | Neuseeland | 5       | 5       | 375     | 93,75   | 119*    | 2       | 1       |
| Eoin Morgan      | England    | 5       | 5       | 322     | 64,40   | 113     | 1       | 3       |
| Joe Root         | England    | 5       | 5       | 274     | 68,50   | 106*    | 2       | 1       |
| Martin Guptill   | Neuseeland | 5       | 5       | 194     | 38,80   | 67      | 0       | 3       |
| Bowling          |            |         |         |         |         |         |         |         |
| Spieler          | Mannschaft | Spiele  | Overs   | Wickets | Average | BBI     | 5W      | 10W     |
| Ben Stokes       | England    | 5       | 39      | 9       | 28,22   | 3/52    | 0       | 0       |
| Steven Finn      | England    | 5       | 47      | 8       | 35,37   | 4/35    | 0       | 0       |
| Adil Rashid      | England    | 5       | 48      | 8       | 39,87   | 4/55    | 0       | 0       |
| David Willey     | England    | 3       | 30      | 7       | 29,71   | 3/69    | 0       | 0       |
| Mitchell Santner | Neuseeland | 5       | 30      | 7       | 32,85   | 3/31    | 0       | 0       |

| Twenty20             | Twenty20   | Twenty20 | Twenty20 | Twenty20 | Twenty20 | Twenty20 | Twenty20 | Twenty20 |
| Batting              | Batting    | Batting  | Batting  | Batting  | Batting  | Batting  | Batting  | Batting  |
| Spieler              | Mannschaft | Spiele   | Innings  | Runs     | Average  | HS       | 100s     | 50s      |
| -------------------- | ---------- | -------- | -------- | -------- | -------- | -------- | -------- | -------- |
| Joe Root             | England    | 1        | 1        | 68       | 68,00    | 68       | 0        | 1        |
| Kane Williamson      | Neuseeland | 1        | 1        | 57       | 57,00    | 57       | 0        | 1        |
| Brendon McCullum     | Neuseeland | 1        | 1        | 35       | 35,00    | 35       | 0        | 0        |
| Alex Hales           | England    | 1        | 1        | 27       | 27,00    | 27       | 0        | 0        |
| Ben Stokes           | England    | 1        | 1        | 24       |          | 24*      | 0        | 0        |
| Bowling              |            |          |          |          |          |          |          |          |
| Spieler              | Mannschaft | Spiele   | Overs    | Wickets  | Average  | BBI      | 5W       | 10W      |
| David Willey         | England    | 1        | 2.2      | 3        | 7,33     | 3/22     | 0        | 0        |
| Mark Wood            | England    | 1        | 3        | 3        | 8,66     | 3/26     | 0        | 0        |
| Ben Stokes           | England    | 1        | 3        | 2        | 12,00    | 2/24     | 0        | 0        |
| Mitchell Santner     | Neuseeland | 1        | 4        | 2        | 14,00    | 2/28     | 0        | 0        |
| Mitchell McClenaghan | Neuseeland | 1        | 4        | 2        | 18,50    | 2/37     | 0        | 0        |

## Player of the Series
Als Player of the Series wurden die folgenden Spieler ausgezeichnet.
| Serie | Player of the Series      |
| ----- | ------------------------- |
| Test  | Trent Boult Alastair Cook |
| ODI   | Kane Williamson           |

### Player of the Match
Als Player of the Match wurden die folgenden Spieler ausgezeichnet.
| Spiel   | Player of the Match |
| ------- | ------------------- |
| 1. Test | Ben Stokes          |
| 2. Test | BJ Watling          |
| 1. ODI  | Jos Buttler         |
| 2. ODI  | Ross Taylor         |
| 3. ODI  | Kane Williamson     |
| 4. ODI  | Eoin Morgan         |
| 5. ODI  | Jonny Bairstow      |
| 1. T20  | Joe Root            |